# Erich von Neindorff
Erich von Neindorff (17 de fevereiro de 1894, em Koblenz, Alemanha; 3 de novembro de 1993, em Hamburgo) foi um político nazista alemão (NSDAP - Nationalsozialistische Deutsche Arbeiterpartei; português: Partido Nacional Socialista Alemão dos Trabalhadores).
Foi membro do Reichstag entre 1933 e 1936, representando a Pomerânia.